# Albert Zeufack
Albert Zeufack est un économiste camerounais.

## Biographie
En 1996, il soutient à l'université de Clermont-Ferrand I une thèse intitulée Investissement privé et ajustement en Afrique sub-saharienne : modélisations et estimations économétriques sur données de panel des secteurs manufacturiers du Cameroun et de la Côte d'Ivoire.
En 2016, il est nommé chef économiste pour l'Afrique de la Banque mondiale,,. Il quitte ce poste en 2022.